# UUNET
UUNETとは、かつて存在したインターネットサービスプロバイダ。初期のTier1 networkの一つであった。北部バージニアにて設立された、世界初の商用インターネットプロバイダだった。1996年、WorldComによりUUNETの親会社のMFS Communications Companyが買収された。その後2001年には、UUNETはWorldComに統合され、その名前は公式文章から姿を消した。
1990年代末、UUNETは大規模SPAM送信業者の天国として知られていた。2000年初期には、UUNETはバックボーンに流れるSPAMを減らすためにいくらかの取り組みをしている。
2006年、WorldComはベライゾン・コミュニケーションズに買収され、ベライゾン・ビジネスとして運用されている。

## 歴史

### 背景
UUNET設立以前は、ARPANET外部からのUsenet・電子メールへの接続は、公衆電話回線上でUUCPを用いて協同的に行われていた。1980年代中頃に入ると、この通信ネットワークの規模はUUCPハブを務めるノードに対して相当の負荷をかけるまでに成長したが、それらは未だボランティアに運営されていた。当時米国地震研究センターのシステム管理者であったリック・アダムスは、これらの提供サービスを商用化することで、既存ハブの負荷を減らすことができないかと考えた。

### 初期
1987年、Usenixより借り入れた資金により UUNET Communication Service が立ち上げられ、非営利組織に対してUsenetの配送、電子メールの配送、及び大規模ソフトウエアコードのリポジトリと関連資料についてのアクセスが提供された。
この試みは成功し、2年後には非営利事業から脱皮、同時に社名をUUNET Technologiesに変更した。1990年、UUNETはAlterNetサービスを立ち上げ、政府系のネットワークと独立したIPバックボーンに対してのネットワーク接続サービスを開始した。このネットワークは、巨大な一体形のエコシステムとなり、ダイアルアップ接続・ブロードバンド接続・ウェブホスティングを含む1セットの製品の核として定義された。
1990年半ば、UUNETは急激に成長を続けるMCIとSprintに追い越された。これをピークに、インターネットトラフィックは数ヶ月で2倍となり、毎年10倍の成長を続けた。この成長を見て、1990年末にはドットコム企業の上場ブームが起こり、その後2000/2001年にはドットコムバブルが崩壊した。2002年、UUNETを所有するMCIは米国連邦倒産法第11章を申請し、米国史上最大の倒産として記録を塗り替えた。

### 現在
今日、UUNETはベライゾン・ビジネス（MCIより社名を変更）として国際的に事業を展開している。UUNETのインターネットバックボーンには AS701 が割り振られ、2005年時点で最も巨大なISPとなっている。

## 年表
- 1987 - UUNET Communications Services を開始。CompuServeネットワーク間にUUCP通信を提供開始
- 1989 - 商業会社化
- 1990 - AlterNet サービスを開始
- 1991 - Commercial Internet Exchange Association に設立メンバーとして参加
- 1994 - マイクロソフトは 1億6400万ドルを支払う。これはUUNETの15%のシェア
- 1995 - 5月、UUNETはNASDAQ株式市場に新規株式公募として上場。ドットコム景気の要因の1つとなった
- 1995 - UUNET Technologies Inc places a takeover bid against Unipalm Pipex. [4]
- 1996 - UUNET Technologies agreed to a merger with the Microsoft backed MSF Communications Company. [5]
- 1996 - Metropolitan Fiber Systems (MFS) acquires UUNET for $2 Billion
- 1996 - WorldCom acquires MFS on New Years Eve - Dec. 31st at 11:58 p.m EST for $12.4 Billion
- 1997 - Usenet death penalty (UDP) issued against UUNET, and lifted a week later
- 1998 - On September 15, WorldCom and MCI announced their US$37 billion merger to form MCI WorldCom after being given the go-ahead from the DoJ. [6]
- 1998 - WorldCom acquires CompuServe Network Services from H&R Block and ANS Communications from AOL. Both become part of UUNET in 1999.
- 1999 - On October 5th, MCI Worldcom announces its intentions to buy Sprint for $129 Billion.
- 2000 - The European Commission and DOJ denied the MCI WorldCom / Sprint merger on Anti-Trust Grounds.
- 2000 - The UUNET brand is folded into WorldCom's product line and disappears
- 2003 - The UUNET brand re-emerges as WorldCom's wholesale-only brand
- 2004 - WorldCom renames itself to MCI, still using the UUNET brand for wholesale business.
- 2005 - MCI again drops the UUNET brand for wholesale business. The name is no longer in use to this date.
- 2006 - Verizon acquires MCI, including its UUNET subsidiary, now known as Verizon Business. AS701 remains the backbone of Verizon Business although its origin dates back to 1990 when it was under the UUNET flag.